# Angela Martini
Angela Martini (Scutari, 23 maggio 1986) è una modella albanese.

## Biografia
È nata a Scutari, in Albania, ma all'età di nove anni si è trasferita con la propria famiglia in Svizzera, per poi trasferirsi a vivere in età adulta negli Stati Uniti.
Lavora come modella sin dall'età di diciotto anni grazie ad un contratto con le agenzie NEXT Model Management di Miami ed Elite Model Management di New York. La Martini ha sfilato in occasione della settimana della moda di New York e di settimana della moda di Miami. È inoltre stata testimonial per Guess lingerie e JC Penney.
Nel 2010 ha vinto il concorso Miss Universo Albania che le ha permesso di partecipare al prestigioso concorso internazionale Miss Universo 2010, che si è tenuto a Las Vegas, nel Nevada, dove si è piazzata al sesto posto, a soltanto due centesimi di punto dalla quinta classificata. Si tratta del miglior piazzamento mai avuto a Miss Universo dall'Albania in tutta la storia del concorso.

## Agenzie
- Elite Model Management - New York, Milano
- Option Model Agency
- Harry's Model Management
- NEXT Model Management - Miami